# خورشیدگرفتگی ۲۱ مه ۲۰۳۱
خورشیدگرفتگی ۲۱ مه ۲۰۳۱ (به انگلیسی: Solar eclipse of May 21, 2031) یک خورشیدگرفتگی از نوع خورشیدگرفتگی حلقه‌ای است. این خورشیدگرفتگی در تاریخ ۲۱ مه ۲۰۳۱ میلادی (‎۳۱ اردیبهشت ۱۴۱۰ خورشیدی) روی خواهد داد که زمان اوج آن، ساعت ۷:۱۶:۰۴ به‌وقت ساعت هماهنگ جهانی است. مدت زمان و طول این خورشیدگرفتگی ۵ دقیقه و ۲۶ ثانیه خواهد بود.